# Salix aegyptiaca
Salix aegyptiaca là một loài thực vật có hoa trong họ Liễu. Loài này được L. miêu tả khoa học đầu tiên năm 1755.

## Hình ảnh

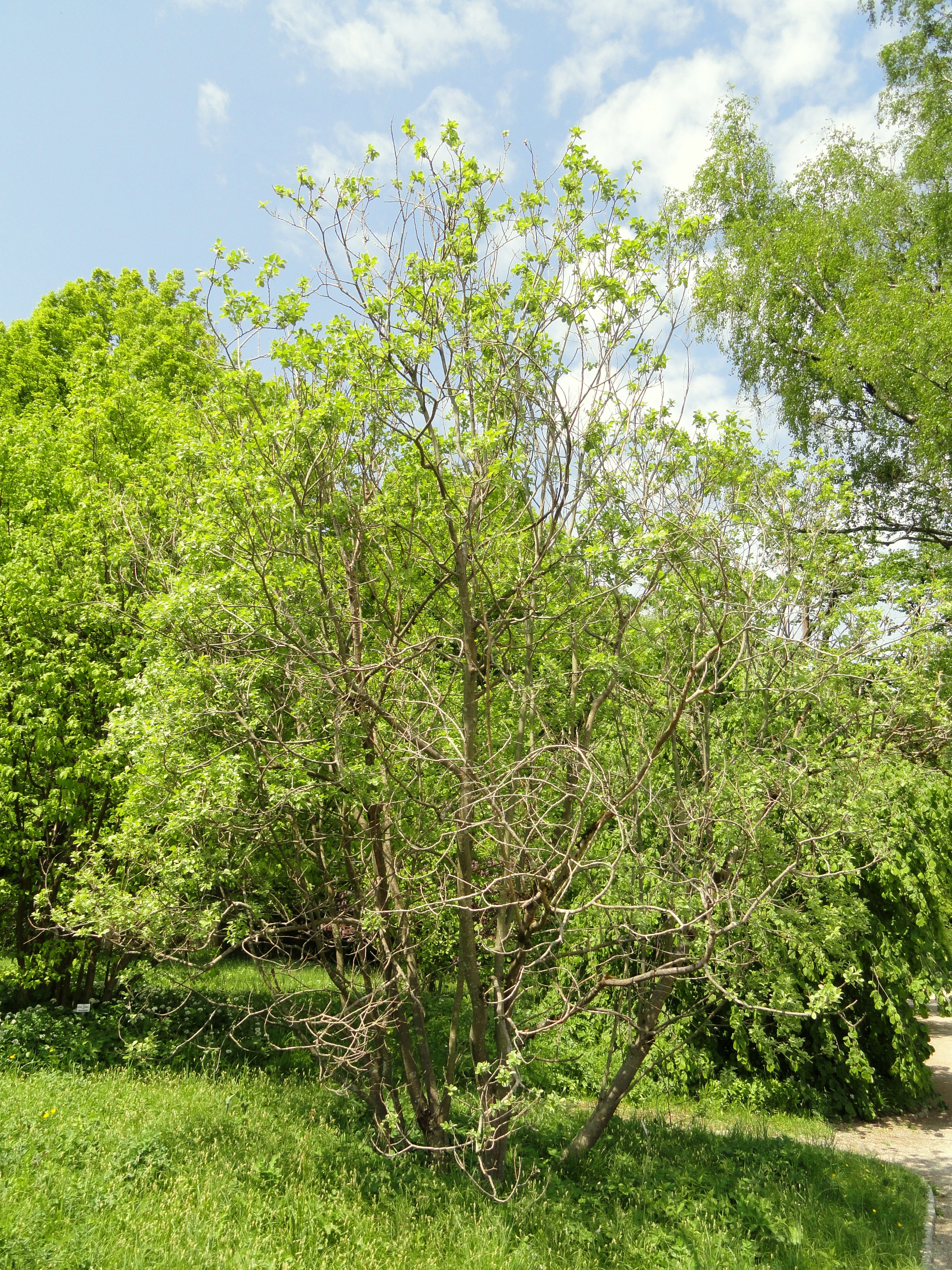